# Ефрем (Лэш)
Архимандри́т Ефре́м (англ. Archimandrite Ephrem, в миру Кристофер Лэш, англ. Christopher Lash; 3 декабря 1930, Индия — 15 марта 2016, Лондон, Великобритания) — священнослужитель Фиатирской архиепископии Константинопольского патриархата, архимандрит, известный английский литургист, филолог и переводчик.

## Биография
Родился в Индии, в семье английского военного Генри Лэша. Его брат Николас Лэш — католический богослов, сестра Дженифер Лэш — писательница и художник.
С 1979 по 1985 годы преподавал богословие в университете Ньюкасла.
После принятия православия, стал официальным переводчиком литургических текстов Фиатирской архиепископии Константинопольского патриархата, являясь с 2006 года клириком храма св. Антония Великого и св. Иоанна Крестителя в Лондоне.
С 1999 года преподавал в Институте православных исследований в Кембридже, а также являлся официальным представителем православной церкви в Генеральном синоде церкви Англии.
Скончался 15 марта 2016 года. Отпевание было совершено 31 марта архиепископом Фиатирским Григорием (Феохарус-Хадзитофис) и духовенством Фиатирской архиепископии. На отпевании присутствовал архиепископ Сурожский Елисей (Ганаба). Погребение состоялось на кладбище Сент-Панкрас.